# Ruszki (województwo kujawsko-pomorskie)
Ruszki – wieś w Polsce położona w województwie kujawsko-pomorskim, w powiecie radziejowskim, w gminie Osięciny.

## Podział administracyjny
W latach 1975–1998 miejscowość położona była w województwie włocławskim. Wieś sołecka – zobacz jednostki pomocnicze gminy w BIP.

## Demografia
Według Narodowego Spisu Powszechnego (III 2011 r.) liczyła 202 mieszkańców. Jest dwunastą co do wielkości miejscowością gminy Osięciny.

## Straż Pożarna
Ruszki posiadają lokalny system ochrony przeciwpożarowej: Ochotniczą Straż Pożarną (OSP) oraz remizę. Zasięg jej działania obejmuje także okoliczne wsie.

## Oświata
W roku szkolnym 1978/1979 nastąpiła likwidacja Szkoły Podstawowej, która powstała w czasie zaboru rosyjskiego, a prowadziła ją wówczas Macierz. Tajne zajęcia odbywały się w prywatnych domach mieszkańców Ruszek. W czasie okupacji niemieckiej powstała prywatna szkoła, którą prowadziła Maria Błoch. Po wyzwoleniu szkołę upaństwowiono - utworzono jednoklasówkę. Po II wojnie światowej - z braku lokalu - dzieci jeszcze przez 2 lata uczyły się w prywatnym domu pani Kozińskiej, aż do roku 1947, kiedy to postawiono poniemiecki barak, gdzie uczyło się pięć klas. Nauczało wtedy dwóch nauczycieli na dwie zmiany (Jadwiga Koźmińska i Lucyna Jadczak). W roku 1972 powstał nowy budynek szkoły, w którym dzieci od I do IV klasy uczyły się jeszcze 5 lat. Po likwidacji, szkoła w Ruszkach została zaadaptowana na budynek mieszkalny dla nauczycieli.

## Grupy wyznaniowe
Wieś należy do parafii Kościelna Wieś, ale posiada własną kaplicę pw. Trójcy Świętej. Odpust odbywa się w ostatnią niedzielę przed Bożym Ciałem.

## Historia
W XIX wieku Ruszki wieś i dobra w ówczesnym powiecie nieszawskim, gminie Osięciny, parafii Kościelna Wieś, odległe 22 wiorst od Nieszawy, leży nad doliną Bachorzy, ma 285 mieszkańców (rok 1885). W 1827 r. było 20 domów., 138 mieszkańców. W 1885 r. folwark Ruszki z attencją Donaj rozległy mórg 547: gruntów ornych i ogrodów mórg 407, łąk mórg 21, pastwisk mórg 102, nieużytków mórg 17; budynków murowanych 14, z drzewa 1, w folwarku wiatrak. W skład dóbr poprzednio wchodziły: wieś Ruszki osad 61, z gruntem mórg 137, wieś Krotoszyn osad 40, z gruntem mórg 74; wieś Pocierzyn osad 22, z gruntem mórg 30.

## Obiekty zabytkowe
Znajduje się tu kaplica drewniana pw. św. Trójcy, wystawiona w roku 1743 przez ówczesnych dziedziców Kazimierza i Teresę (z Biesiekierskich) Umińskich. Kaplica ta administrowana jest przez proboszcza Kościelnej Wsi.